# HD47576
HD47576 — хімічно пекулярна зоря спектрального класу
F й має видиму зоряну величину в смузі V приблизно  8,2.